# Palpita longissima
Palpita longissima là một loài bướm đêm trong họ Crambidae.